# Gastag (Erdgas)
Ein Gastag ist im Bereich der Gaswirtschaft der Zeitraum von 24 Stunden, an dem an einem Gashandelsplatz, z. B. der European Energy Exchange in Leipzig, Gasmengen gehandelt werden. Er dauert von 5:00 Uhr UTC bis 5:00 UTC des Folgetages für die Normalzeit und von 04:00 UTC bis 04:00 UTC des Folgetages, wenn die Sommerzeit gilt. In Deutschland ist der Gastag von 6:00 bis 6:00 Uhr (MEZ) des Folgetages üblich. Das entspricht auch der Definition des jeweils am 1. Oktober um 6:00 Uhr beginnenden Gaswirtschaftsjahres in der Gasnetzentgeltverordnung. Der Beginn des Gastages um 6:00 Uhr hat sich in der Gaswirtschaft etabliert, weil im Standardlastprofil der tägliche Gasverbrauch in der Nacht gering ist und morgens gegen 6 Uhr ansteigt.